# Hans Dieter Betz (Theologe)
Hans Dieter Betz (* 21. Mai 1931 in Lemgo) ist ein deutsch-US-amerikanischer evangelischer Theologe und emeritierter Professor für neutestamentliche und frühchristliche Wissenschaften an der University of Chicago. Er lieferte einflussreiche Beiträge zur Erforschung des Briefes des Paulus an die Galater, der Bergpredigt und des griechisch-römischen Kontextes des frühen Christentums. Betz fungierte als Mitherausgeber der 4. Auflage des Theologielexikons Religion in Geschichte und Gegenwart, das unter dem Titel Religion Past and Present ebenfalls in einer englischsprachigen Ausgabe erschien.

## Leben und Werk
Betz wurde 1931 in Lemgo geboren und wuchs in Deutschland auf. Seine theologische Ausbildung erhielt er an der Kirchlichen Hochschule Bethel, an der Universität Mainz sowie in Cambridge in England. Er promovierte 1957 zum Doktor der Theologie bei Herbert Braun und habilitierte sich 1966 dort. Er wirkte als Pastor der evangelischen Kirche, bis er 1963 in die Vereinigten Staaten ging. Von 1963 bis 1978 lehrte er an der School of Theology und der Claremont Graduate School (jetzt Claremont Graduate University) in Kalifornien. Ab 1978 lehrte er als Shailer Mathews Professor of New Testament an der Divinity School  und am Department of New Testament and Early Christian Literature der University of Chicago. Im Jahr 2000 wurde er an der University of Chicago emeritiert. Betz ist ordiniertes Mitglied der Presbyterian Church der Vereinigten Staaten.
Die Forschungen Betz’ gelten besonders der frühchristlichen Literatur und dem literarischen, religiösen und kulturellen Umfeld der griechisch-römischen Welt. Seine speziellen Forschungsschwerpunkte lagen auf der Untersuchung der paulinischen Briefe, der Bergpredigt und des Matthäusevangeliums. Neben zahlreichen Artikeln und Rezensionen veröffentlichte Betz Kommentarwerke zu den Galater- und Korinther-Briefen sowie zur Bergpredigt. Er veröffentlichte mehrere Monographien unter anderem   Lucian von Samosata und das Neue Testament, Jüngerschaft und Nachahmung Christi und Der Apostel Paulus und die sokratische Tradition. Darüber hinaus veröffentlichte er Aufsätze zur Bergpredigt und zwei Bände zu Plutarch und der frühchristlichen Literatur. In der Reihe Hellenismus und Urchristentum erschienen von 1990 bis 2009 unter den Titeln Synoptische Studien, Paulinische Studien, Antike und Christentum, Paulinische Theologie und Religionsgeschichte fünf Bände gesammelter Aufsätze in englischer wie in deutscher Sprache. Er gab unter dem Titel The Greek Magical Papyri eine englischsprachige Übersetzung der Papyri Graecae Magicae heraus. 2015 veröffentlichte er Studies in Paul’s Letter to the Philippians („Studien zu den Paulus-Briefen an die Philipper“).
2014 wurde Betz in die American Academy of Arts and Sciences aufgenommen.